# Sexolog
Sexolog er en person, som beskæftiger med sexologi, der er læren om menneskets seksualitet. I Danmark er titlen "sexolog" ikke beskyttet og kan benyttes af alle, også personer med ingen relevant uddannelse overhovedet. Patienter kan således behandles af ikke-autoriserede behandlere, hvor de kun er beskyttet af Forbrugerklagenævnet, i modsætning til behandlere, som er omfattet af Sundhedsstyrelsens autorisationssystem (eksempelvis læger, sygeplejersker, jordemødre og psykologer), hvor patienter har mulighed for at klage og evt. opnå erstatning gennem Styrelsen for Patientsikkerhed.
I Danmark fandtes der tidligere kun to offentlige danske sexologiske klinikker, en ved Regionshospitalet i Randers og en på Rigshospitalet i København. I dag er der offentlige sexologiske klinikker i alle landets regioner. Ved disse klinikker er der ansat sundhedsfagligt personale, hvor nogle har suppleret deres uddannelse med en efter- eller videreuddannelse, eksempelvis en masteruddannelse i sexologi ved Aalborg Universitet.
Private foreninger og skoler udbyder ligeledes kortere eller længere uddannelser i sexologi. For eksempel udbyder Dansk Forening for Klinisk Sexologi tre uddannelser i foreningens regi: Basis sexologi på et år og den to årige Councellor in Clinical Sexology, der kan få såkaldt autorisation gennem Nordic Association for Clinical Sexology.
Offentlige personligheder som Jakob Olrik, Joan Ørting, Carl-Mar Møller, Yazmin Fox med flere har ligeledes private uddannelser og kurser af sexologisk art.

## Kritik
Astrid Højgård, daværende ledende overlæge på Jysk Sexologisk Klinik i Randers, udtalte i 2009, at hun havde set mange par, der har fået deres sexliv ødelagt i flere år, fordi sexologer har fejldiagnosticeret og blandt andet behandler med samtale i situationer, hvor der er brug for medicinsk behandling.

### Offentlig regi
Sexologiske klinikker under offentlig regi der tilbyder behandling af forskellige sexologiske problemer. Det kan fx være af psykiatrisk, psykologisk eller kropslig og social art. Flere af klinikkerne omfatter også centre for kønsidentitet og centre for voldtægtsofre. Der findes sexologiske klinikker, centre eller enheder i alle landets regioner.
- Sexologisk Klinik ved Rigshospitalet - Region Hovedstaden. Set den 28. december 2017.
- Sexologisk Center ved Aalborg Universitetshospital - Region Nordjylland. Set 13. april 2024.
- Sexologisk Klinik ved Odense Universitetshospital - Region Syddanmark. Set 13.april 2024.
- Sexologisk Regionsklinik ved Psykiatrien Region Sjælland. Set 13. april 2024.
- Sexologisk Enhed ved Aarhus Universitetshospital Psykiatrien - Region Midt. Set 13. april 2024.

### Brancheorganisationer og -foreninger
Branche- og interesseforeninger for sexologer, både privatpraktiserende og offentligt ansatte.
- Dansk Forening for Klinisk Sexologi. Privat forening, stiftet i år 1981.[5]
- Dansk sexologforening. Privat forening, stiftet i år 2006.[6]
- Nordic Association for Clinical Sexology. Privat forening, stiftet i år 1981.[7]